# Oqdaryo
Oqdaryo (Ak-daria) – rzeka w środkowo-wschodnim Uzbekistanie, prawy dopływ Zarafszanu. 
Bierze swój początek na północ od Samarkandy. Jej długość wynosi 154 km. Koryto jest miejscami niestabilne. Przepływ regulowany jest przez śluzy.